# Mary E. Clarke
 Mary Elizabeth "Betty" Clarke (Rochester, 3 de dezembro de 1924 – San Antonio, 10 de junho de 2011) foi uma oficial norte-americana e major do Exército dos Estados Unidos, ex-diretora do Women's Army Corps. Betty foi a primeira mulher a obter o posto de major-general, o equivalente a um general de duas estrelas (OF-7), responsável pelo comando de unidades de escalão, brigada ou divisão. 
Betty serviu no Exército por 36 anos, a mais longa carreira militar de uma mulher no serviço militar norte-americano. A Universidade Norwich lhe concedeu um doutorado honorário em ciência militar em 1978. Betty se aposentou em 1981 e foi indicada como membro do Comitê de Serviço Feminino do Departamento de Defesa.

## Biografia
Betty nasceu em Rochester, Nova Iorque, em 1924, uma dos três filhos de Richard H. Clarke e Elizabeth Lillian Kennedy. Estudou no Colégio da Imaculada Conceição e depois na Wilson Magnet High School. Depois de se formar no ensino médio, seu primeiro emprego foi como secretária e aos 21 anos, em 10 de agosto de 1945, Betty se alistou no Women's Army Corps (WAC), um pouco antes do término da Segunda Guerra Mundial.

## Carreira
Betty esperava servir pelo menos por alguns meses antes do fim da guerra, mas um comandante disse que era improvável que ela nem sequer entrasse no programa de treinamento de oficiais. Betty então decidiu ficar e começar o treinamento, onde trabalhou no serviço de alistamento militar por quatro anos, sendo promovida a segundo-tenente em 1949 e depois servindo por mais 36 anos, a mais longa carreira de uma mulher no Exército dos Estados Unidos.
Seu treinamento básico foi na Escola de Treinamento Provisória para Oficiais do Exército, do Forte Des Moines, em Iowa. Após o treinamento, Betty foi promovida a sargento de provisões de Campo Stoneman, na Califórnia. Seu próximo posto foi em Berlim, onde atuou no Bloqueio de Berlim. Em seguida, Betty trabalhou no Hospital geral Valey Forge e no centro de compostos químicos do Exército.
Durante um ano, Betty trabalhou no posto de recrutamento. Candidata à escola de oficiais em Forte Lee, na Virginia, Betty se formou e foi promovida a segundo-tenente em 29 de setembro de 1949. Por dois anos, Betty trabalhou no posto de recrutamento do Exército em Tóquio e retornou aos Estados Unidos.
Entre 1958 e 1971, Betty teve vários postos, trabalho no Texas, Alabama, Maryland, Califórnia e em Washington, D.C.. Na capital, trabalhou como oficial por igualdade de oportunidades dentro das Forças Armadas e como Chefe de Pessoal. Conduziu treinamentos e palestras dentro da WAC por vários anos. Em 1972, foi promovida a coronel e tornou-se a oficial comandante da escola da WAC em Forte McClellan.
Em 1974, foi diretora do conselho da WAC e em 1 de agosto de 1975, foi promovida a general de brigada e a diretora-geral da WAC. Em 1976, conduziu aulas e cursos especial na Escola Preparatória do Exército para auxiliar mulheres a ingressar nas academias militares, já que mulheres foram permitidas a cursar as escolas por ordem executiva do presidente Gerald Ford.
A Women's Army Corps foi fechada no final de 1978, tendo Betty como sua última diretora. Betty foi então promovida a general de duas estrelas e depois para major-general em junho de 1978. Betty então foi nomeada como diretora da Escola da Polícia Militar do Exército e do seu centro de treinamento. Betty foi a primeira mulher a comandar um forte militar na história do Exército e também a primeira mulher a receber o posto de major-general.

## Últimos anos
Betty foi diretora de recursos humanos no escritório do chefe de gabinete em Washington, D.C., em 1980. Em 1981, ela se aposentou. Continuou servindo ao país em conselhos deliberativos e administrativos e dando palestras sobre a importância da igualdade de gêneros dentro das Forças Armadas, o combate ao assédio e abuso sexual e pelo fim da discriminação contra as mulheres.

## Morte
Betty morreu em uma residência comunitária para aposentados do Exército em San Antonio, Texas, em 10 de junho de 2011, aos 87 anos. Betty nunca se casou ou teve filhos, deixando um casal de irmãos e vários sobrinhos. Ela foi sepultada no Cemitério Nacional de Forte Sam Houston, em San Antonio, com honras militares.